# The Healing Process
Albums de Despised Icon
Consumed By Your Poison
(2002) The Ills of Modern Man
(2007)
The Healing Process est le second album studio du groupe de Deathcore Québécois Despised Icon. Cet album est sorti le 5 avril 2005 sous le label Century Media Records.
Cet album marque un certain changement dans la musique du groupe. Cela est du principalement au changement de vocaliste. En effet, c'est dorénavant le vocaliste Alex Erian qui chante avec Steve Marois
L'album contient les deux titres qui composaient l'EP de promotion de cet album, Syndicated Murderers. Il s'agit des titres Warm Blooded et Bulletproof Scales.

## Composition
- Alex Erian - chant
- Steve Marois - chant
- Eric Jarrin - guitare
- Yannick St-Amand - guitare
- Sebastien Piché - basse
- Alex Pelletier - batterie

## Liste des morceaux
| 1.    | Bulletproof Scales             | 3:20 |
| 2.    | Silver Plated Advocate         | 4:00 |
| 3.    | Immaculate                     | 4:38 |
| 4.    | Warm Blooded                   | 3:33 |
| 5.    | Retina                         | 4:00 |
| 6.    | The Sunset Will Never Charm Us | 3:03 |
| 7.    | As Bridges Burn                | 3:15 |
| 8.    | Harvesting the Deceased        | 2:44 |
| 9.    | End This Day                   | 3:33 |
| 32:11 |                                |      |